# Patrick Bateson
Paul Patrick Gordon Bateson, FRS (31 de março de 1938 – 1 de agosto de 2017) foi um biólogo inglês e divulgador científico. Bateson foi professor emérito de etologia da Universidade de Cambridge e desde 2004 presidente da Sociedade Zoológica de Londres.
O primo do avô de Bateson foi o geneticista William Bateson, e sua irmã é Melissa Bateson, também uma professora de etologia na Universidade de Newcastle. Patrick Bateson recebeu um grau de BA em zoologia e um PhD em comportamento animal na Universidade de Cambridge. Posições acadêmicas prévias incluem uma bolsa Harkness na Universidade Stanford e dez anos como chefe do sub-departamento de Comportamento Animal em Cambridge. Foi eleito membro da Royal Society (FRS) em 1983.

## Publicações selecionadas
- "Growing Points in Ethology", com Robert Hinde (1976)
- Mate Choice (1983)
- The Development and Integration of Behaviour (1991)
- Behavioural Mechanisms in Evolutionary Perspective (1992)
- Measuring Behaviour, com Paul Martin (3a Edição 2007)
- "The Behavioural and Physiological Effects of Culling Red Deer" (1997)
- Perspectives in Ethology (série)
- Design For A Life, com Paul Martin (1999)
- "Independent Inquiry into Dog Breeding" (2010)
- "Review of Research using Non-Human Primates" (2011)
- Plasticity, Robustness, Development and Evolution, com Peter Gluckman (2011)